# 双門駅
双門駅（サンムンえき）は、大韓民国ソウル特別市道峰区倉1洞にある、ソウル交通公社4号線の駅。駅番号は413。

## 駅構造
相対式ホーム2面2線を有する地下駅で、フルスクリーンタイプのホームドアが設置されている。
改札口は倉洞寄り（北東側）と水踰寄り（南西側）の2ヶ所ある。化粧室は水踰寄りの改札内に1ヶ所ある。
出入口は1番から4番までの4ヶ所ある。

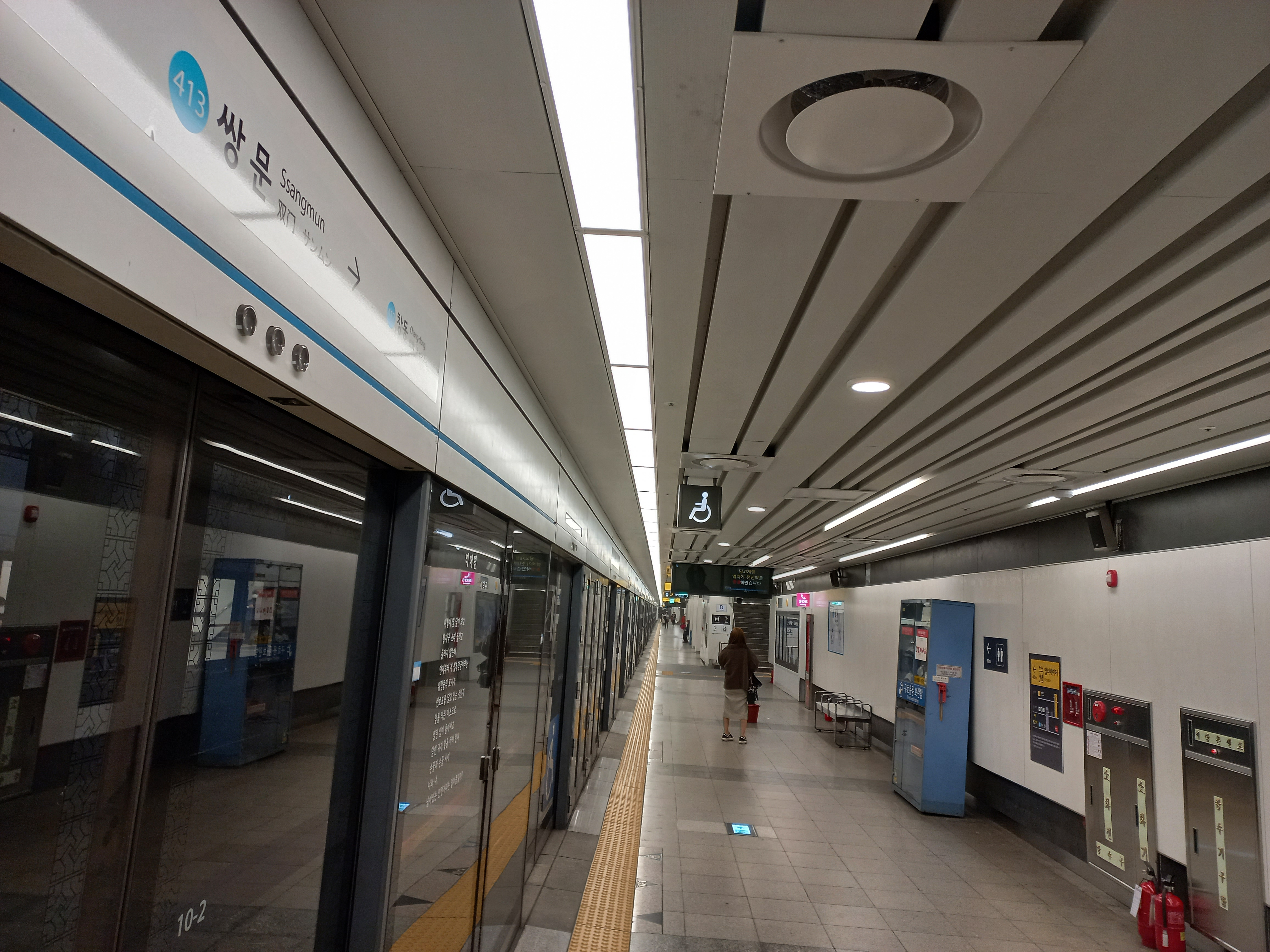
ホーム(2022年3月)
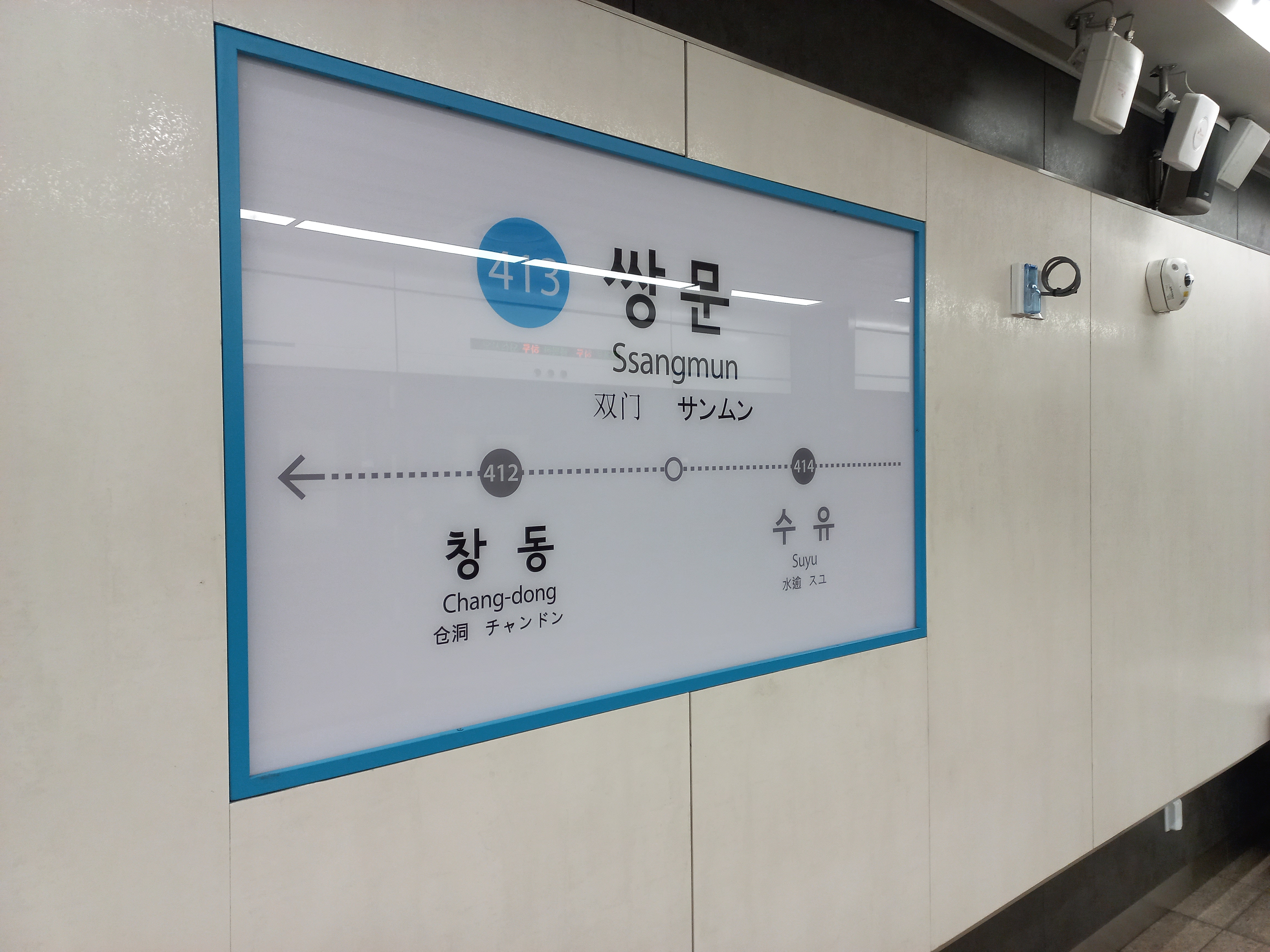
駅名標

### のりば
- のりばの番号は存在しない。

| 上り | 4号線 | 倉洞・蘆原・上渓・仏岩山方面     |
| 下り | 4号線 | ソウル駅・舎堂・衿井・烏耳島方面 |

## 利用状況
近年の一日平均利用人員推移は下記のとおり。
| 路線  | 路線     | 2000年 | 2001年 | 2002年 | 2003年 | 2004年 | 2005年 | 2006年 | 2007年 | 2008年 | 2009年 | 出典  |
| ----- | -------- | ------ | ------ | ------ | ------ | ------ | ------ | ------ | ------ | ------ | ------ | ----- |
| 4号線 | 乗車人員 | 31,394 | 32,583 | 34,353 | 35,064 | 35,544 | 35,221 | 35,629 | 35,172 | 34,646 | 34,695 | [ 1 ] |
| 4号線 | 降車人員 | 26,393 | 26,818 | 28,862 | 29,520 | 29,909 | 29,640 | 29,721 | 29,268 | 29,074 | 29,056 | [ 1 ] |
| 4号線 | 乗降人員 | 57,787 | 59,401 | 63,215 | 64,584 | 65,453 | 64,861 | 65,350 | 64,440 | 63,720 | 63,751 | [ 1 ] |
| 路線  | 路線     | 2010年 | 2011年 | 2012年 | 2013年 | 2014年 | 2015年 |        |        |        |        | [ 1 ] |
| 4号線 | 乗車人員 | 34,927 | 35,716 | 35,753 | 35,860 | 35,384 | 34,258 |        |        |        |        | [ 1 ] |
| 4号線 | 降車人員 | 29,433 | 30,175 | 30,264 | 30,469 | 30,296 | 29,441 |        |        |        |        | [ 1 ] |
| 4号線 | 乗降人員 | 64,360 | 65,891 | 66,017 | 66,329 | 65,680 | 63,699 |        |        |        |        | [ 1 ] |

## 駅周辺
- 道峰区民会館
- 双門交差点
- 倉北中学校
- 企業銀行 双門駅支店
- 倉洞市場
- 天主教倉洞教会
- KT道峰電話局
- KT&G北部支社
- 双門3洞事務所
- 漢陽アパート
- 錦湖アパート
- 道峰区選挙管理委員会
- 東明アパート
- 倉洞高等学校
- 新道峰中学校
- 正義女子中学校
- 正義女子高等学校
- 楚安山近隣公園

## 歴史
- 1985年4月20日 - 開業。

## 隣の駅
ソウル交通公社
 4号線
倉洞駅 (412) - 双門駅 (413) - 水踰駅 (414)